# Zafrona pulchella
Zafrona pulchella is een slakkensoort uit de familie van de Columbellidae. De wetenschappelijke naam van de soort is voor het eerst geldig gepubliceerd in 1829 door Blainville.